# Gormathon
Gormathon ist eine schwedische Death-Metal-Band aus Bollnäs.
Die Band kombiniert Death Metal mit Harmonien und Melodien klassischer Metalgenres wie Thrash und Heavy Metal, vereinzelt sind auch neoklassizistische Elemente zu finden. Bekanntheit erlangte Gormathon auch über Schweden hinaus mit der Bereitstellung der Songs Skyrider und Land of the Lost auf der Videoplattform YouTube, wo beide Videos zusammen über eine Million Mal angeklickt wurden (Stand: Mai 2015).

## Herkunft des Namens
Der Name „Gormathon“ ist ein Kofferwort, welches sich aus dem altnordischen Namen „Gorm“ und dem ägyptischen Sonnengott Aton zusammensetzt.

## Diskografie

### Singles
- 2010: Skyrider
- 2012: Land of the Lost

### Alben
- 2010: Lens of Guardian
- 2014: Following the Beast

### EPs
- 2012: Celestial Warrior